# Hogstads kyrka
Hogstads kyrka är en kyrkobyggnad i Hogstad i Linköpings stift. Den är församlingskyrka i Väderstads församling i Linköpings stift.

## Kyrkobyggnaden
Kyrkan består av ett rektangulärt långhus med ett smalare absidförsett kor. I norr ligger en sakristia och i väster ett kyrktorn.
Kyrkan uppfördes på 1100-talet i romansk stil, men har sedan dess genomgått flera ombyggnader. Under 1400-talet uppfördes sakristian. Nuvarande karaktären tillkom i slutet av 1700-talet, då långhuset förlängdes åt väster, det medeltida vapenhuset i söder revs, tornet restes och de medeltida valven ersattes med brädvalv. På Historiska museet finns en predikstol från Hogstads kyrka att beskåda, den är tillverkad på 1500-talet.
År 1966 renoverades och restaurerades kyrkan interiör under ledning av Kurt von Schmalensee. Den öppnades åter den andra söndagen i advent av biskop Ragnar Askmark. Exteriören renoverades 1968.

## Inventarier
- Dopfunt av sandsten daterad till 1100-talet andra hälft. Skålen är cylindrisk fyra figurer i figurer och rundbågiga arkader. Dopfuntens fot är fyrkantig och i två delar med fyra figurer i hörnen och drakar. Den är tillverkad av Mäster Arcadius.
- Krucifix utfört under 1300-talet. Den är i gotisk stil och uppsatt på norra korväggen. Korset satt tidigare i den nedbrutna triumfbågen mellan långhuset och koret innan det
- Altarskåp från senmedeltiden. I mitten ser man Jesus på korset och på vardera sida tre apostlar med attribut. Apostlarna från vänster till höger är Petrus med nyckeln, Johannes med kalken, Filippus med korsstaven, Andreas med ett X kors, Matteus med hillebarden och Paulus med ett svärd. Närmast Jesus står två okända personer på vardera sida.
- Madonna med Jesusbarnet  från 1400-talet.
- Anna själv tredje, skulptur från 1400-talet. Tidigare föreställde den en Mariabild från sent 1100-tal eller tidigt 1200-tal men gjordes troligen om till den nuvarande bilden på sent 1400-talet då en ny överdel kom till. Skulpturen föreställer Anna, Maria och Jesus. Den omgjorde troligtvis av en bilhuggare verksam i stiftet.
- Predikstol i barock skänkt till kyrkan  1717 av rusthållaren Måns Jönsson i Bocketorp. Statyetterna föresäller Petrus och evangelisten Matteus, Markus, Lukas och Johannes. Skulpturerna togs bort 1875 då predikstolen flyttades från södra sidan till nuvarande platsen. Den målades då gråvit och förgylde ornamenten. 1966 återställdes den till ursprungligt skick.
- Brudkrona av förgyllt silver. Köptes från Vadstena 1738 och är tillverkad av Jacob Schotte. Den har sex mindre och större spetsar.
- Aposteln Jakob från 1400-talet i höggotisk stil och har under 1400-talet försetts med nytt huvud. Han avbildas i en pilgrimsdräkt, med ränsel, mantel och hatt med en mussla.
- Lillklockan är från 1100-talet. Klockan är något bikupsformad
- Storklockan är från 1445 av Qvirinusmästaren. Klockan har två pilgrimsmärken, den ena föreställer Sankt Qvirinus från Neuss. Klockan har gotiska minuskler runt halsen som betyder: "I Herrens 1445:e år Hjälp oss sankt Jakob!".
- Kyrkbänkarna är från 1875 och har målats om sedan dess.
- Dopfunt av grå kalksten med orneringar som är rödpolerade av blommor, människofigurer och djurfigurer. På skålen står följande: "Anno 1660 15 februari!.
- Trästatyett av aposteln Paulus från 1717. Den står i långhusets nordvästra hörn.
- Två altar vaser av mässing.

### Böcker
- Karl XII:s bibel.

### Nattvardsservice
- En pate i silver. Omgjord 1834.
- En kanna i silver tillverkad 1709 av Lorentz Flyborg, Skänninge.
- Oblatask i silver från 1717 tillverkad av Jacob Schotte, Vadstena.
- Kalk i silver med fot och nåd från 1400-talet och kupan från 1731. Foten var rund med fastnitat kors och gallervek. Noden är sexkantig och graverad. Är troligtvis den nuvarande kalken.

Sockenbudstyg med kalk och paté i silver. De är tillverkade på 1700-talet av Jacob Schotte, Vadstena.

### Ljusredskap
- En malmkrona med 16 ljusarmar. Den köptes in 1738 och hände i långhusets valv närmast läktaren.
- En krona med 12 ljusarmar. Skänktes till kyrkan 1758 av borgmästaren Magghie Sundwalls och hans makas barn.
- En malmkrona skänkt 1766 av Blomenchiölds arvingar. Den hänger i koret.
- fyra ljusstakar av mässing från 1600-talet.
- En ljusarm av mässing från 1600-talet.
- Ett par ljusplåtar av försilvrad mässing. Skänktes av Mechtild Rigginb i Lilla Ljuna.
- Ett par tennljusstakar. Skänktes 1695 av mönsterskrivaren Clämet Bosson i Möreby. Tillverkad av Samuel Pettersson Hult, Norrköping
- Tre medeltida ljusstakar av malm.
- Trätavlor över orgelns invigning. Inskrift: I Jesu Namn Blef thetta orgelvärk inwigt med Guds ord och Bönen år 1759 fierde dag Juhl af tå warande församlingens Kÿrkoherde Herr Joan Millerus uthi en talrik församblings närwaro Musiquen stÿrdes af warande Comministroo Herr Daniel Atterbom. Guds ord predikat Han Siäl och Sinnen röra. En Psera med orge spel rut liuflig är at höra. Up orgor til Guds lof! up til hans wänners frögd, Som ängla sång och spel ska höra i Guds högd!

### Begravningsvapen
- Vapen över landshövdingen Udde Knutsson Ödell. Den hänger på långhusets norra sida. | ” | Landshöfdingen öfver Nylands och Tavastehus Län, m. m. Udde Ödla till Borsjö, Alvesta och Åsala, född i Linköping den 4 Apr. 1617, död i Gelsingfors den 28 Julii 1668. | „ |
- Vapen över ryttmästaren Anders Blomensköld. Den hänger på långhusets södra sida.

| ” | Kongl:e Maij:s Trosienare och Ryttmästare för ett Compagnie af Östgiöte Regemente till Häst. Fordom Höge och Wälborne Herrn, Herr Andreas BlomenSchiöld, född Anno 1646. Slagen uthi Polen vid ST: Dorschonise År 1703. | „ |

### Orgel
- 1759 byggde Jonas Wistenius i Linköping en orgel med 6 stämmor.[1]
- 1876 byggde Per Åkerman i Stockholm en orgel med två manualer.

| Huvudverk I C-f3  | Bröstverk II C-f3   | Pedal C-c1 | Koppel   |
| Borduna 16' B/D   | Violinprincipal 8’  | Bihängd    | II/P     |
| Principal 8’      | Fugara 8’           |            | II/I     |
| Gamba 8’          | Ekoflöjt 8’         |            | II/II 4' |
| Rörflöjt 8’       | Flöjt octaviante 4' |            |          |
| Flöjt harmonik 8' |                     |            |          |
| Salicional 8'     |                     |            |          |
| Octava 4'         |                     |            |          |
| Trumpet 8'        |                     |            |          |

- Den nuvarande orgeln byggdes 1964 av Reinhard Kohlus i Vadstena. Den första manualens väderlåda är bevarad från den föregående orgeln. Orgeln är mekanisk. Fasaden är från 1876 års orgel.

| Huvudverk I C-f3    | Bröstverk II C-f3           | Pedal C-f1                               | Koppel |
| Principal 8’ (1876) | Rörflöjt 8’ (1876)          | Subbas 16’ (1876 från Borduna 16')       | I/P    |
| Gedackt 8’          | Gemshorn 4’                 | Pommer 8'                                | II/P   |
| Oktava 4’ (1876)    | Ekoflöjt 4’ (C-h från 1876) | Koralbas 4' (1876 ur violinprincipal 8') | II/I   |
| Spetsflöjt 4’       | Principal 2’                |                                          |        |
| Blockflöjt 2’       | Nasat 1 1⁄3'                |                                          |        |
| Sesquialtera II     | Sifflöjt 1'                 |                                          |        |
| Mixtur III          |                             |                                          |        |

### Textilier
- En svart mässhake från 1779.
- En svart mässhake från 1700-talet.
- En svart mässhake från 1829.
- En vit mässhake från 1900-talet.
- Kormatta skänkt av kyrkliga syföreningen under 1900-talet.
- En altarduk från 1900-talet.

## Gravstenar
I Kyrkans vapenhus finns några bevarade gravstenar.
| Begravda                       | Bild       | År | Inskrift |
| ------------------------------ | ---------- | -- | --- |
| Komminister Nils Lindberg      | 1700-talet |    | HÄR UNDER HERR COMINISTER NILS LINDBERG FÖRDT GUDS ORD UTI DÖD D 23 OCT 1751. ER HWILAR OC THES ELISABETH FÖDD D 16 JUNI 1684 DöÖD D 17. |
| Andersson och Brita Nilsdotter | 1600-talet |    | HÄR HUILAS I HERRANOM, S ANDER SON I MIÄLEWIJDH HVILKEN AFSOMNADE ÅR 1668 DEN 6 MAÿ MEDH SIN K: HUSTRI BRITA NILSDOTTER SOM AFSOM NADE ÅR 1663 DEN 29 SEPT: OCH MEDH SIN K: MAN 2 SÖNER AFLA OCK LEFWAT TIL SAMAN 33 ÅHROCH MEDH SIN ANDRA HUSTRO S. H. SEGERIJ SIGGE SDODTER i 4 ÅR OCH AFLAT 2 SÖnNER. GUDH FÖRLÄNE THEM EEN FRÖGDEFUL UPSTÅNDELSE. |
| Okänd                          | 1600-talet |    | HÄR UNDER |
| Okänd                          | 1600-talet |    | |

## Kyrkogården
1987 hade firman Villa-Planteringar, Olof Ankarhorn i Skänninge avslutat ett arbete med att utvidga kyrkogården och invigningen förrättades 30 maj 1987 av biskop Martin Lönnebo. Den nya kyrkogården ligger väster om kyrkans ingång.

## Galleri

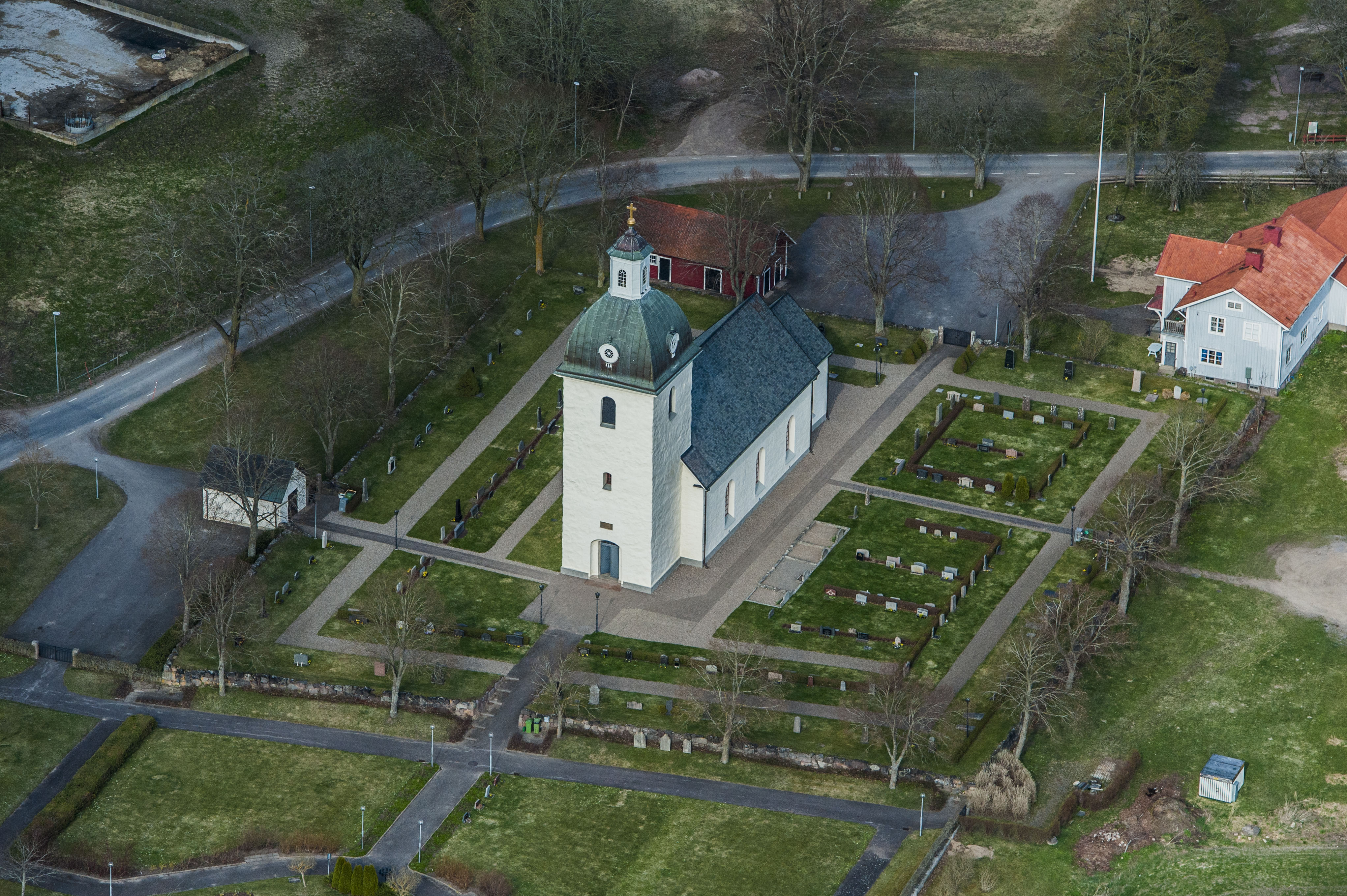
Kyrkan från ovan
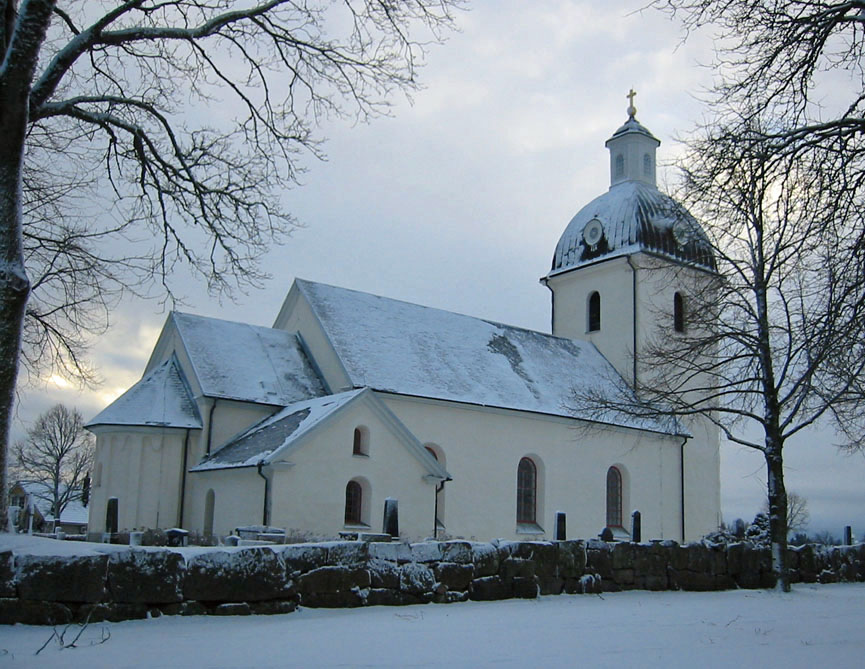
Vinterbild
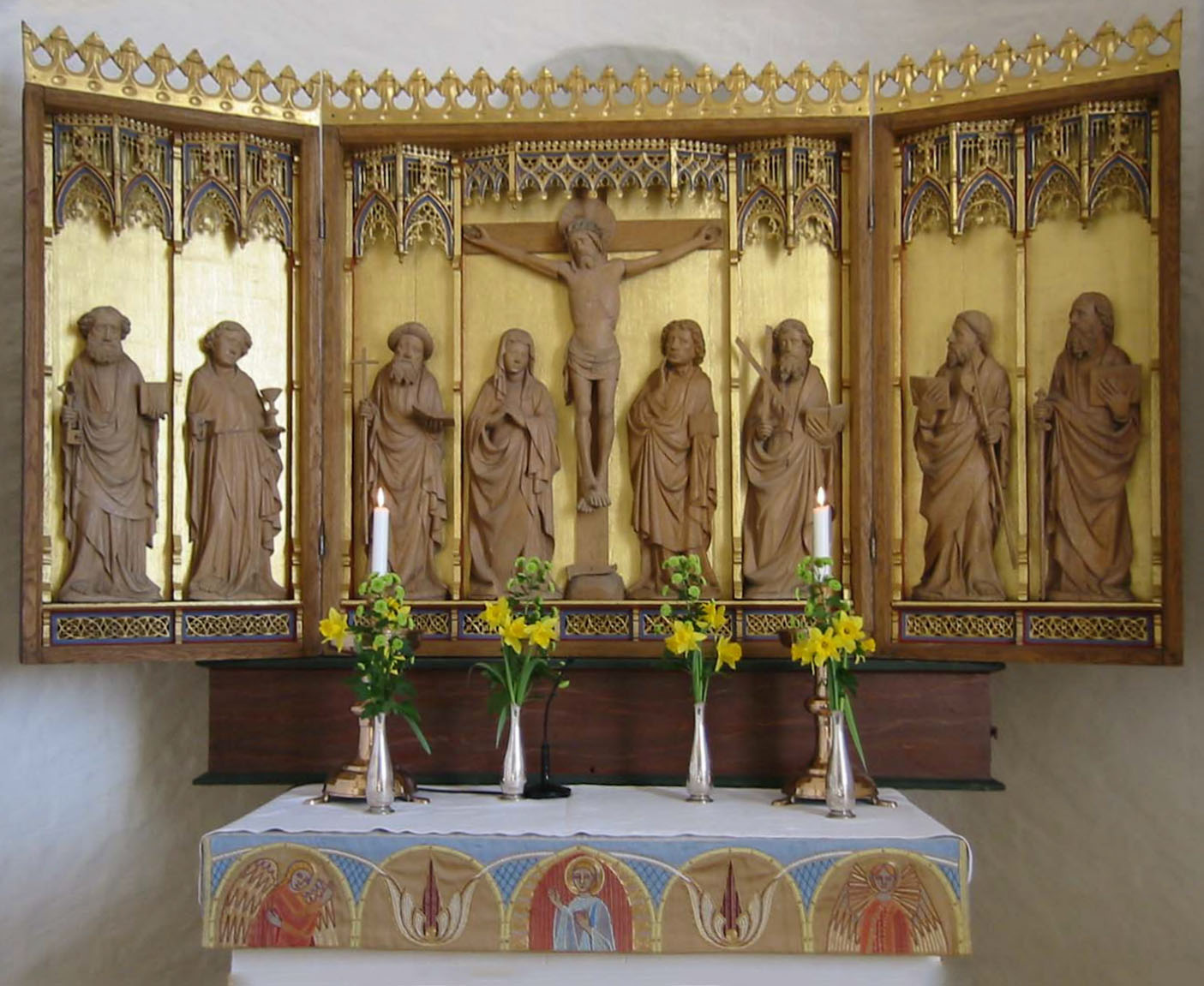
Altarskåpet
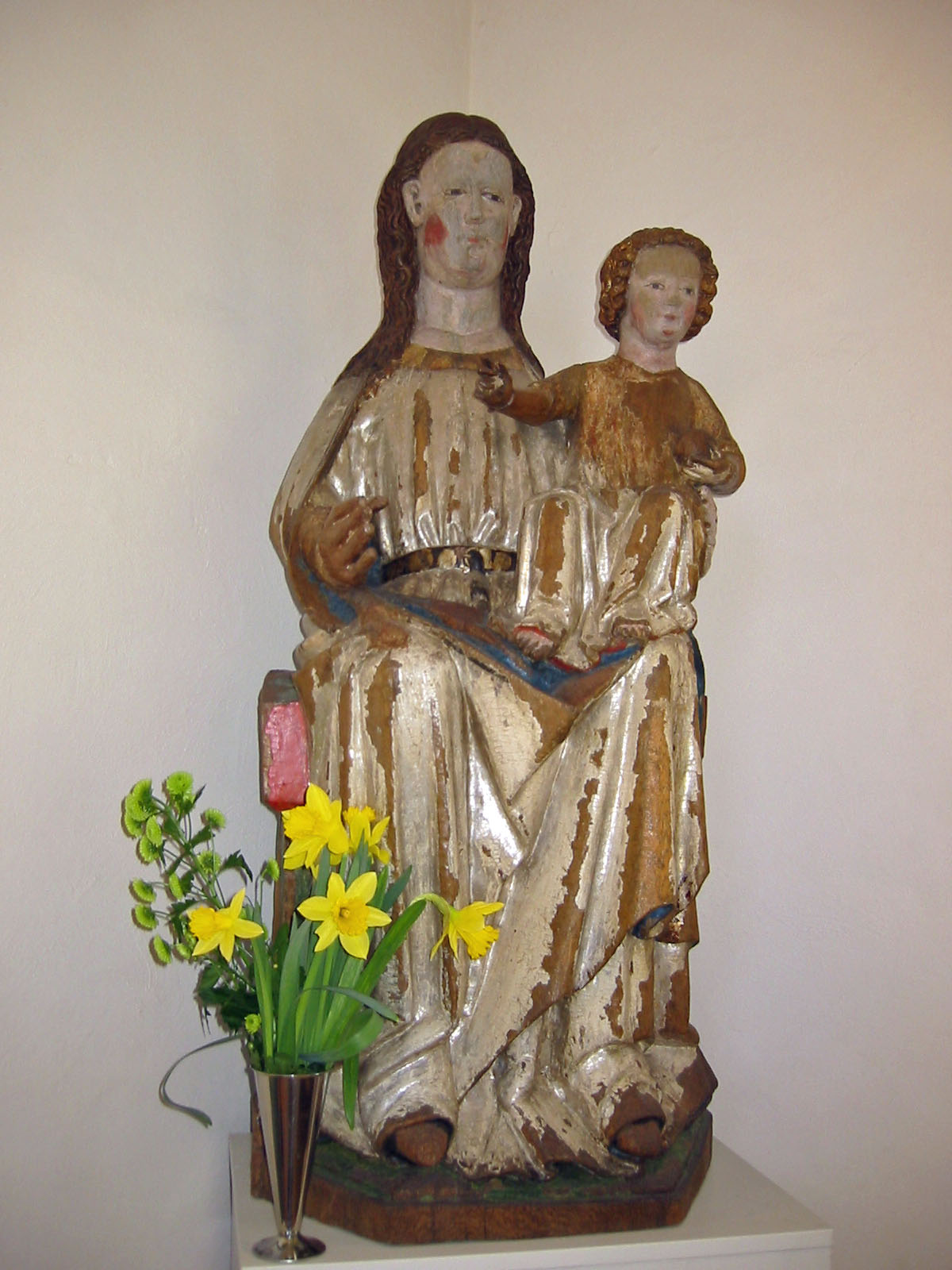
Madonna från 1400-talet
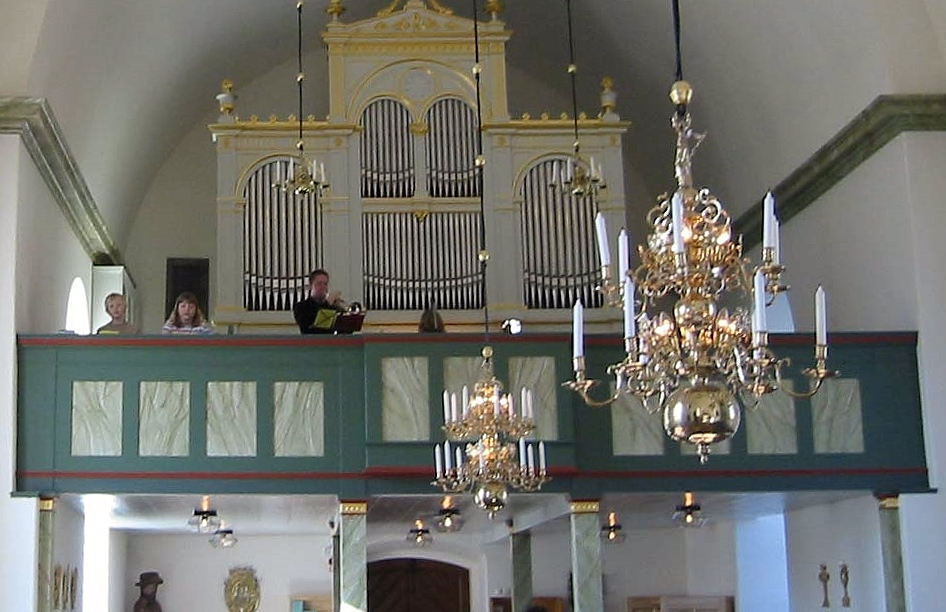
Orgeln